# Marcell van Enckevort
 Der er for få eller ingen kildehenvisninger i denne artikel, hvilket er et problem. Du kan hjælpe ved at angive troværdige kilder til de påstande, som fremføres i artiklen.

Marcell van Enckevort er landsholdsspiller i floorball, og født 1989 i Herning.
Han har spillet for en række af de største danske floorballklubber.
| Sport | Spire Denne artikel om sport er en spire som bør udbygges. Du er velkommen til at hjælpe Wikipedia ved at udvide den. |